# Rupertuskirche (Worms)
Die Kirche St. Rupertus in Worms war nach ihrer Gründungslegende die nach dem Dom St. Peter zweitälteste Kirche der Stadt, stammte aber wohl doch erst aus dem 11. Jahrhundert. Sie ging bei der Stadtzerstörung 1689 unter.

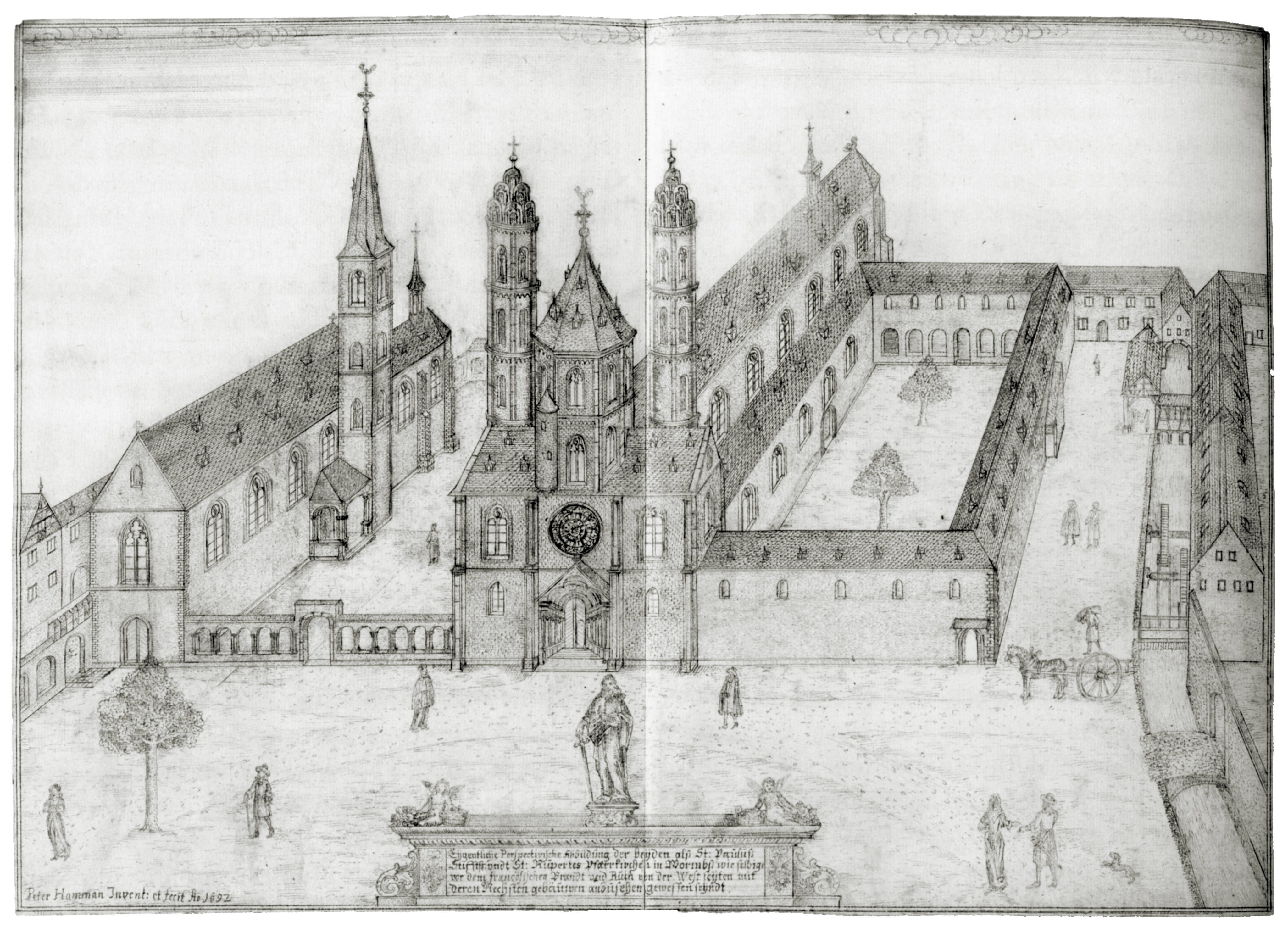
St. Rupert (links) und St. Paul (Mitte), Zeichnung Peter Hamman

## Geografische Lage

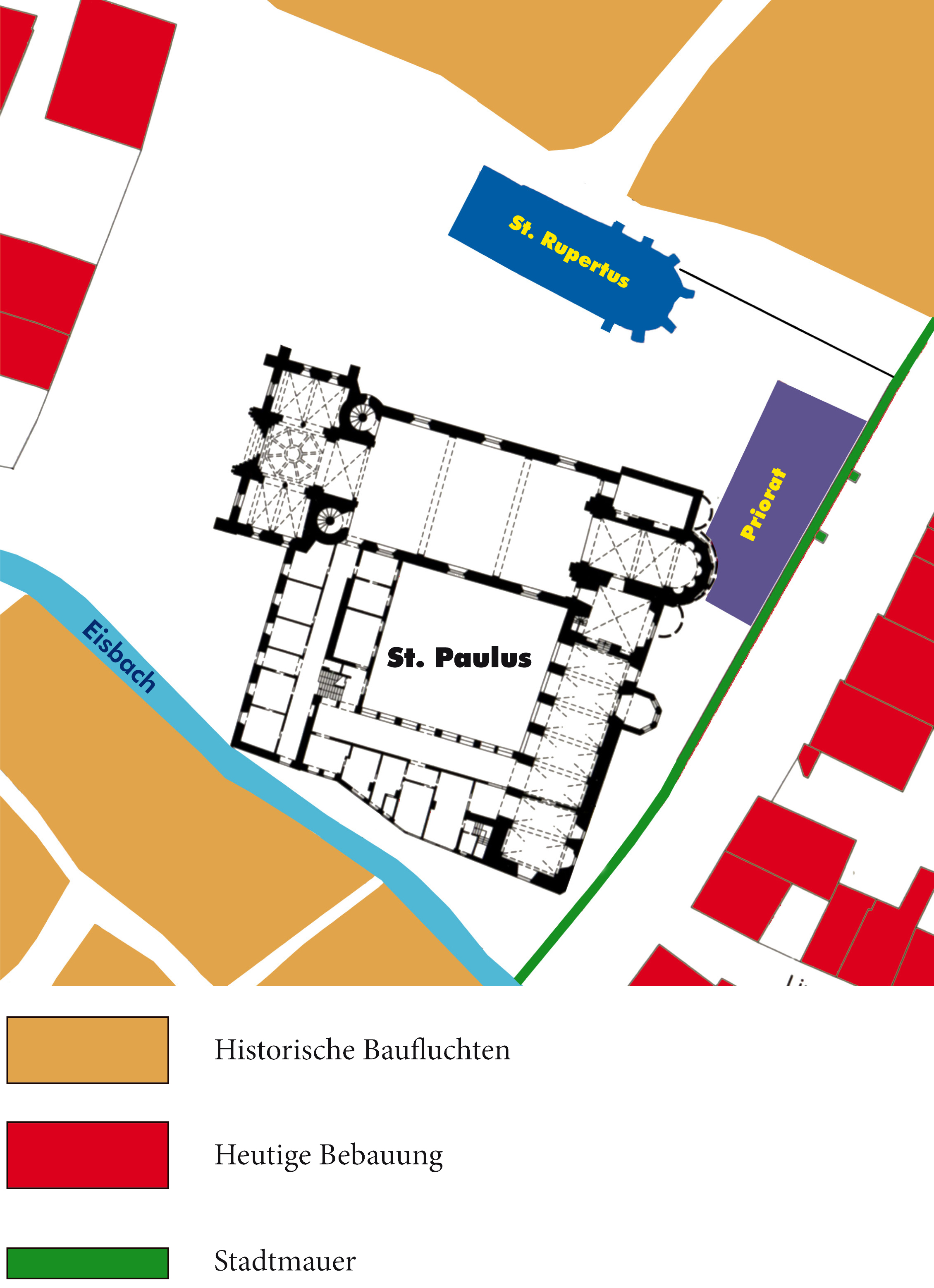
Stiftsbezirk St. Paulus mit der Kirche St. Rupert (oben)

Die Kirche lag unmittelbar nördlich und fast parallel zur St. Pauluskirche in der Nähe der alten, inneren, östlichen Stadtmauer. Hier stand im Frühmittelalter zunächst die Burg der Saliergrafen. Am 3. Oktober 1002 schenkte König Heinrich II. dem Bistum Worms den Besitz von Herzog Otto von Worms in der Stadt und deren Umland. Dazu gehörte auch die Burg. In der benachbarten Bauhofgasse wurde ein Archäologisches Fenster offengelassen, das die Abfolge römischer und mittelalterlicher Fundamente der Befestigungen an dieser Stelle zeigt. Die Kirche war in etwa östlich ausgerichtet. Das Gelände der Burg nutzte Bischof Burchard, um dort Kirche und Stift St. Paulus einzurichten. In der Folge entstand hier auch St. Rupertus als Pfarrkirche.
Feste Pfarrbezirke bestanden in Worms ab dem 12. Jahrhundert. Den Pfarrbezirk der Rupertuskirche begrenzten die Martinspforte im Nordwesten, Friedrichstraße und Römerstraße im Westen, Torturmstraße im Süden, Stadtmauer (Bauhofstraße, Mähgasse, Bärengasse) im Osten bis zur Friesenspitze an der nordöstlichen Ecke der Mauer und weiter die nördliche Stadtmauer bis wieder hin zur Martinspforte. Damit war auch die Judengasse eingeschlossen.

## Geschichte

### Entstehung
Die Gründungslegende, entstanden aufgrund des Patroziniums des Heiligen Rupert († 716), ist auf die um 1500 entstandene Kirschgartener Chronik zurückzuführen. Danach habe Rupert die Kirche gegründet. Dies wurde auch in der Forschung lange tradiert.
Archäologische Grabungen erbrachten aber keine frühmittelalterlichen Befunde. Auch die Bestattungen auf dem zugehörigen Friedhof reichen nicht vor das 11. Jahrhundert zurück. Die älteste erhaltene schriftliche Nachricht zum Friedhof stammt von 1275. Da sich die Kirche an der Orientierung der Gebäude der 1002 abgerissenen Salierburg ausrichtet, ist es denkbar, dass sie auf eine zur Burg gehörende Kapelle zurückgeht. Ältere urkundliche Zeugnisse zu der Kirche gibt es nicht. Die älteste erhaltene schriftliche Erwähnung von St. Rupertus findet sich in einer Urkunde von 1140. Alle „älteren“ Urkunden, die die Kirche nennen, sind spätere Fälschungen. Die neuere Forschung geht deshalb davon aus, dass die Kirche zusammen mit der benachbarten Stiftskirche St. Paulus errichtet wurde.

### Ereignisse
Mit der Urkunde von 1140 wurde bestätigt, dass die Pfarrrechte der Kirche dem Kustos des St. Paulusstifts zustanden. Es folgte ein heftiger Streit zwischen dem Propst und dem Kustos des Stiftes über die Rechte, den Konrad I. von Wittelsbach, Bischof von Mainz, 1194 zugunsten des Kustos entschied, der die Rechte daraufhin an das Stiftskapitel übertrug, was 1197 von Bischof Leopold II. von Worms betätigt wurde. Die städtische Obrigkeit war an der Regelung beteiligt. 1236 wurde die Pfarrei an Albert Cipura, Kanoniker am Paulusstift, vergeben, der dafür die Hälfte der Einnahmen, die er aus der Pfarrei bezog, an das Stift abführen musste.
Spätestens 1200 war die Rupertuskirche institutionell in das St. Paulusstift fest eingebunden.
Beim großen Stadtbrand am 13. Juli 1221 und bei einem Quartiersbrand im Juli 1231 soll nach sehr viel später verfassten Chroniken auch die Kirche beschädigt worden sein. Die Beschädigungen waren so schwer, dass die Kirche von Grund auf neu errichtet werden musste. Noch 1254 war der Wiederaufbau nicht abgeschlossen.
In der Mitte des 15. Jahrhunderts gab es mehrfach Streit zwischen dem Pfarrer von St. Rupertus und der jüdischen Gemeinde über die von letzterer zu leistenden Abgaben, die der Pfarrer einseitig erhöhen wollte, was die Stadt ihm aber untersagte.
1496 hatte die Gemeinde einen Pfarrer und fünf weitere Altaristen. Die zugehörigen Altäre waren: Hochaltar, Marienaltar, Heiligkreuzaltar, Antoniusaltar und Michaelsaltar.
1505 erlitt die Kirche erneut einen Brandschaden.
Die Zahl der Gemeindeglieder wird für das Jahr 1669 mit 100 angegeben.

### Ende
1689 wurde die Stadt im Pfälzischen Erbfolgekrieg durch Truppen König Ludwig XIV. zerstört. Dem fiel auch die Kirche zum Opfer. Sie brannte aus und wurde zudem gesprengt. Sie wurde nicht mehr aufgebaut. Die Gemeinde nutzte nun die St. Pauluskirche. Der Pfarrbezirk wurde gleichzeitig räumlich erweitert. 1727 wurde die Ruine abgerissen und die Stadt errichtete ein kleines, rechteckiges, näher an die Stiftskirche herangerücktes Gebäude, damit die Paulusstraße verbreitert werden konnte. Das neue Gebäude – ursprünglich als „Kapelle“ geplant – diente dann aber religiösen Zwecken nicht mehr, sondern seine Existenz sollte Rechtsansprüche der Stadt sichern. Es wurde als Schuppen vermietet und 1843 oder 1844 abgebrochen.

## Gebäude
1986 bis 1989 wurde der überwiegende Teil der Fläche, in der die Fundamente der Kirche lagen, archäologisch untersucht. Aufgrund der archäologischen Befunde lassen sich mehrere Bauphasen der Kirche feststellen:
- Im 11. oder 12. Jahrhundert entstand eine Saalkirche, deren Innenraum etwa 6,80 m breit und mindestens 8,20 m lang war.[29] Ob diese Kirche einen Chor hatte und wie der gegebenenfalls aussah, ist völlig unbekannt. Der entsprechende Bereich erwies sich bei den Grabungen als neuzeitlich gestört.[30]
- Dieses Hauptgebäude besaß eine westlich vorgelagerte Vorhalle (Narthex) von 6,80 m × 3,30 m.[31]
- Im 12. oder 13. Jahrhundert wurde die Kirche durch einen Anbau nach Westen erweitert.
- Im 13. oder 14. Jahrhundert[Anm. 2] erhielt die Kirche einen gotischen Chor mit Fünfachtelschluss von 6 × 8 m.[32] Auf der Zeichnung von Peter Hamman ist der Chor niedriger dargestellt als das Hauptschiff.

Der Kirchturm war südlich angebaut und vermutlich in der gleichen Bauphase errichtet wie der Chor.

## Wissenswert
Es bestand bis zur Zerstörung der Kirche der Brauch, dass die Gemeinde Taufen in der St. Pauluskirche beging.